# 홍나리
홍나리(1984년 4월 27일~)는 대한민국의 그림책 작가이다. 대표작으로는 아빠, 미안해 하지 마세요! (영문: Days with Dad)”, 어느 날, 우리는” (영문: We will see someday)” ,“재밌는 여행: 모험가의 자장가 (영문: Adventuerer’s Lullaby)”,, “안녕, 숲속 친구들! (동물들이 까꿍!)”이 있다.

## 생애
홍나리는 1984년 4월 27일 대한민국 서울에서 태어났다. 그녀는 서울대학교에서 시각디자인을 전공하였다. 졸업 후 그래픽 디자이너로 4년간을 활동하였다. 이후 Goldsmiths, University of London에서 디자인 석사를 전공하였고 그림책 작가로 데뷔하였다. 이후 그녀는 그림책의 그림들을 움직이게 만들고 싶어서 애니메이션을 배웠고, 2018년 첫 애니메이션 <we will see someday>로 데뷔하여 애니메이션 감독으로도 활동하고 있다. 대표작으로는 <아빠, 미안해 하지 마세요!> (영문: Days with Dad)”, <어느 날, 우리는> (영문: We will see someday)” ,<재밌는 여행: 모험가의 자장가> (영문: Adventuerer’s Lullaby)”, <안녕, 숲속 친구들! (동물들이 까꿍!)>” 이 있다. 남편 안승준은 뮤지션이며, 현재 그녀는 남편과 함께 협업하여 작업하고 있다.

## 커리어
그녀의 첫 데뷔작인 <아빠, 미안해 하지 마세요!> 는 2015년 볼로냐 국제아동도서전에서 발표되었고,  미국, 싱가포르, 독일, 스웨덴에서 출간되었다. 또한 그림책은 2017년 IBBY(국제아동청소년도서협의회) 모두를 위한 책(IBBY Collection for Young People with Disabilities)로 선정되었고, 같은 해에 싱가포르에서 주최하는 AFCC의 Scholastic Picture Book Award(SPBA)의 최종 후보에 올랐다. 2020년에는 스웨덴 피터팬상에 최종후보에 오르기도 했다. 그녀의 첫 단편 애니메이션 <We will see someday>는 영국, 이탈리아, 우크라이나, 포르투갈, 홍콩, 캐나다, 멕시코, 대만, 호주 등 전 세계의 필름페스티벌에서 소개되었다. 2018년 미국 Nassau Film Festival, Indigo Moon Film Festival에서 각각 Best Animation상을 수상하였으며 2019년에는 한국 Indie-AniFest에서 특별상을 수상하며 애니메이션 감독으로서 인정받게 되었다.

## 스타일
그녀의 그림책은 딸로서, 두 아이의 부모로서 가족에 대한 마음이 잘 담겨 있다.
첫 데뷔작 <아빠, 미안해 하지마세요!>는 장애를 가진 아빠의 딸에 대한 미안한 마음과 그런 아빠를 바라보는 딸의 사랑을 그린 책으로 작가의 자전적인 이야기이다.
2019년 출간된 <어느날 우리는>은 첫 아이의 탄생을 기다리며 만든 책이다. 기쁜 만남과 동시에 떠올리게 되는 헤어짐과 죽음에 관하여 부부가 아이들에게 남기고 싶은 이야기를 담았다. 길고양이와 여자의 만남, 죽음과 이별의 과정을 연필의 선들로 따뜻하고 잔잔하게 표현하였다. 이 작업의 시작은 남편 안승준과 협업한 애니메이션(뮤직비디오)였으며, 같은 이야기로 그림책을 출간하였다.
2022년에 출간된 <재밌는 여행>은 남편과 협업한 두 번째 그림책으로 남편 안승준의 노래에 홍나리 작가가 그림을 그려 완성한 그림책이다. 가족의 탄생과 변화를 춤에 빗대어 그리며 가족의 삶의 순환을 재밌는 여행으로 그려냈다.
첫째 딸과 함께 놀기 위해 만들었던 더미북이 모태가 되어 출간된 <안녕, 숲속 친구들>은 아기 독자들을 위한 그림책이다. 작품에서 파랑, 초록, 주황, 갈색의 네가지 색상으로만 구성한 실크스크린 판화그림을 접할 수 있다.

## 작품
- 2015, "아빠, 미안해 하지 마세요!", Hanulim Special, Korea (ISBN 9781592702336)
- 2019 “어느 날, 우리는”, Sakyejul, Korea (ISBN 9791160944747)
- 2022, “재밌는 여행: 모험가의 자장가 ”, Changbi, Korea (ISBN 9788936455972)
- 2022, “안녕, 숲속 친구들! (동물들이 까꿍!)”, Midea Changbi, Korea (ISBN 9791191248722)

[수출도서]
- 2017, "Days with dad", Enchanted lion books, USA (ISBN 9781592702336)[2]
- 2017, "Sei Nicht Traurig, Papa", leiv Leipziger Kinderbuchverlag GmbH, Germany (ISBN 9783896034816)[3]
- 2016, "Don't be sorry, dad!", Epigram Books, Singapore (ISBN 9789814655767)[4]
- 2019, "Min pappa och jag", Kikkuli Förlag AB, Sweden (ISBN 9789188195722)[5]

## 활동
- 2018, “We will see someday”, 06:30, 애니메이션 drawing on paper
- 2021, “Adventurer's Lullaby”, 04:10, 애니메이션 drawing on paper & Ipad

## 수상
- 2017 IBBY Outstanding Books for Young People with Disabilities, “Days with Dad[6]”
- 2017 The AFCC shortlist for the Asian Children’s Book Award (ACBA) by Genting Singapore[7]
- 2018 EUREKA! Honor Award Winner, “Days with Dad” (https://storage.snappages.site/r58qw9uhkr/assets/files/2018_EurekaHonorees.pdf )
- 2018 Skipping Stones Honor Award Winner, “Days with Dad” (https://www.skippingstones.org/2018BookAwardsList.LR.pdf )
- 2018 USBBY Outstanding International Books(OIB) List, “Days with Dad” (https://www.usbby.org/uploads/1/0/7/0/107064867/slj180201-ft_usbby_f.pdf).
- 2019, KIAFA특별상 (KIAFA Special), Indie-AniFest, Seoul, Korea[8]
- 2020 the finalist for the Peter Pan Prize, Sweden, “Min pappa och jag“[9]  (피터팬상 위키: https://en.wikipedia.org/wiki/Peter_Pan_Prize#Shortlist_2020[7] )